# Trastorn de la personalitat esquizotípica
El trastorn de la personalitat esquizotípica (TPST) o trastorn esquizotípic és un trastorn mental caracteritzat per una severa ansietat social, trastorns del pensament, ideació paranoica, desrealització, psicosi transitòria i creences sovint poc convencionals. Les persones amb aquest trastorn senten un malestar extrem per mantenir relacions estretes amb altres persones i eviten formar-les, principalment perquè creuen que els seus companys alberguen pensaments negatius cap a ells. També són símptomes d'aquest trastorn els peculiars mainerismes de la parla i formes de vestir estranyes. Els que tenen TPST poden reaccionar de forma estranya les converses, no respondre o parlar amb ells mateixos. Interpreten sovint les situacions com a estranyes, o els atribueixen un significat inusual; les creences paranormals i supersticioses són habituals. Aquestes persones solen buscar atenció mèdica per ansietat o depressió i no pas pel seu trastorn de personalitat. El Trastorn de la personalitat esquizotípica es presenta aproximadament al 3% de la població general i és més freqüent en els homes.
El terme "esquizotip" va ser creat per Sandor Rado per primera vegada el 1956 com una abreviació de "fenotip esquizofrènic". El TPST es classifica al clúster A dels trastorns de personalitat, caracteritzats com a "trastorns estranys o excèntrics".

## Presentació

### Comorbiditat
El trastorn de la personalitat esquizotípica sol produir-se conjuntament amb trastorn depressiu major, distímia i fòbia social generalitzada. A més, de vegades es pot produir un trastorn de personalitat esquizotípica conjuntament amb trastorn obsessiu-compulsiu, i la seva presència sembla que afecta negativament el resultat del tractament. Els trastorns de personalitat que es produeixen més sovint conjuntament amb el trastorn de la personalitat esquizotípica són esquizoide, paranoide, evitatiu i límit.
Algunes persones amb trastorn de la personalitat esquizotípica acaben desenvolupant esquizofrènia, però la majoria no. Tot i que la simptomatologia del TPST s'ha estudiat longitudinalment en diverses mostres comunitàries, els resultats obtinguts no suggereixen cap possibilitat significativa de desenvolupament de l'esquizofrènia. Hi ha desenes d'estudis que demostren que els individus amb trastorn de la personalitat esquizotípica tenen una puntuació similar a individus amb esquizofrènia en una àmplia gamma de proves neuropsicològiques. Els dèficits cognitius en pacients amb trastorn de la personalitat esquizotípica són molt similars als dels pacients amb esquizofrènia, però quantitativament més lleus. Un estudi del 2004, però, va reportar evidències neurològiques que "no recolzaven del tot el model que afirma que el TPST és simplement una forma atenuada d'esquizofrènia".
En el cas d'abús de metamfetamina, les persones amb trastorn de lapersonalitat esquizotípica tenen un gran risc de desenvolupar psicosi permanent.

## Causes

### Genètiques
El trastorn de la personalitat esquizotípica s'acostuma a englobar dins l'"espectre de l'esquizofrènia". Les taxes de trastorn de personalitat esquizotípica són molt més elevades en familiars d'individus amb esquizofrènia que en els familiars de persones amb altres malalties mentals o en persones sense familiars amb malalties mentals. Tècnicament parlant, el trastorn de la personalitat esquizotípica es pot considerar com un "fenotip estès" que ajuda als genetistes a fer un seguiment de la transmissió familiar o genètica dels gens implicats en l'esquizofrènia. No obstant, també hi ha una connexió genètica del TPST amb els trastorns de l'estat d'ànim i la depressió en particular.

### Socials i ambientals
Actualment hi ha evidències que suggereixen que els estils de criança, la separació precoç, i una història traumàtica o de maltractament (sobretot l'abandonament infantil) poden conduir al desenvolupament de trets esquizotípics. Amb el temps, els nens aprenen a interpretar indicis socials i a respondre adequadament, però per raons desconegudes aquest procés no funciona bé en les persones amb aquest trastorn.
El trastorn de personalitat esquizotípica es caracteritza per un deteriorament atencional comú en diversos graus que podria servir com a marcador de la susceptibilitat biològica al trastorn. L'explicació és que un individu que té dificultats en adquirir la informació li pot resultar difícil desenvolupar-se en situacions socials complicades on les indicacions interpersonals i la comunicació atenta són essencials per a una interacció de qualitat. Això podria fer que l'individu evités la majoria de les interaccions socials, provocant així l'asociabilitat.

## Diagnòstic

### DSM-5
Al DSM-5 de l'American Psychiatric Association, el trastorn de la personalitat esquizotípica es defineix com un "patró generalitzat de dèficits socials i interpersonals marcats per un malestar agut i una capacitat reduïda de relacions estretes, així com per distorsions cognitives o perceptuals i excèntriques de comportament, començant a la primera edat adulta i estant present en diversos contextos".
Almenys cinc dels símptomes següents han d'estar-hi presents:
1. Idees de referència (amb exclusió de deliris de referència).
2. Creences estranyes o pensament màgic que influeix en el comportament i que no concorda amb les normes subculturals.
3. Experiències perceptives inhabituals, incloses il·lusions corporals.
4. Pensaments i discursos estranys
5. Suspicàcia o idees paranoides.
6. Afecte inapropiat o limitat.
7. Comportament o aspecte estrany, excèntric o peculiar.
8. Manca d'amics íntims ni confidents a part dels seus familiars de primer grau.
9. Ansietat social excessiva que no disminueix amb la familiaritat i tendeix a associar-se a pors paranoides més que a judicis negatius sobre si mateix.

Aquests símptomes es produeixen exclusivament en el transcurs d'un trastorn amb símptomes similars (com l'esquizofrènia o el trastorn de l'espectre autista).

### ICD-10
L'ICD-10 de l'Organització Mundial de la Salut utilitza el nom de trastorn esquizotípic (F21). Es classifica com un trastorn clínic associat a l'esquizofrènia, en lloc d'un trastorn de la personalitat com en el DSM-5.
La definició de l'ICD és:
Un trastorn caracteritzat per un comportament excèntric i anomalies del pensament i afectacions que s'assemblen a les observades en l'esquizofrènia, tot i que en cap moment no s'ha produït cap anomalia esquizofrènica característica i definitiva. No hi ha cap pertorbació dominant ni típica, sinó que poden presentar-se qualsevol de següents:
- Afecte inapropiat o limitat (l'individu sembla fred i distant);
- Comportament o aparença estranya, excèntrica o peculiar;
- Mala relació amb els altres i tendència a l'evitació social;
- Creences estranyes o pensament màgic, que influeixen en el comportament, i inconsistents amb les normes subculturals ;
- Sospites o idees paranoides;
- Rumiacions excessives sense resistència interna;
- Experiències perceptives inusuals, incloses il·lusions somatosensorials (corporals) o altres, despersonalització o desrealització;
- Pensament vague, circumstancial, metafòric, excessivament elaborat o estereotipat, manifestat per un discurs estrany o d'altres maneres, sense greus incoherències;
- Episodis transitoris ocasionals quasi-psicòtics amb il·lusions intenses, al·lucinacions auditives o d'altres tipus, i idees semblants al deliri, que solen produir-se sense provocacions externes.

El trastorn té un curs crònic amb fluctuacions d'intensitat. De tant en tant evoluciona cap a una esquizofrènia. No hi ha un inici definit i la seva evolució i curs solen ser els d'un trastorn de la personalitat. És més comú en individus relacionats amb persones amb esquizofrènia i es creu que forma part de l'"espectre" genètic de l'esquizofrènia.

### Subtipus
Theodore Millon proposa dos subtipus d'esquizotípics. Qualsevol individu amb trastorn de la personalitat esquizotípica pot presentar qualsevol dels subtipus (cal tenir en compte que Millon creu que és estrany tenir una variant de personalitat pura, sinó que és més probable una barreja d'una variant principal amb una o més variants secundàries):
| Subtipus             | Descripció                                                                                      | Trets de personalitat |
| -------------------- | ----------------------------------------------------------------------------------------------- | --- |
| Esquizotípic insípid | Una exageració estructural del patró passiu. Inclou trets esquizoides, depressius i dependents. | Sensació d'estranyesa i de no ser present; excessivament lent, inexpressiu; internament fred, àrid, indiferent i insensible; pensaments obscurs, vagues i tangencials.      |
| Esquizotípic timorat | Una exageració estructural del patró actiu. Inclou trets evitatius i negatius .                 | Càlidament aprensiu, vigilant, desconfiat, vigilant, encongit; alienat d'un mateix i dels altres; intencionalment bloqueja, inverteix o desqualifica els propis pensaments. |

### Diagnòstic diferencial
Hi ha una elevada taxa de comorbiditat amb altres trastorns de personalitat. McGlashan et al. (2000) va afirmar que això es pot deure al solapament de criteris amb altres trastorns de personalitat, com ara trastorn de personalitat per evitació, trastorn de personalitat paranoide i trastorn de personalitat límit.
Hi ha moltes similituds entre les personalitats esquizotípiques i les esquizoides. La similitud més destacable és la incapacitat d'iniciar o mantenir relacions (amistoses i romàntiques). La diferència entre ambdós és que els esquizotípics eviten la interacció social a causa d'una por profunda a les persones, mentre que els individus esquizoides simplement no senten cap voluntat de formar relacions, perquè no veuen el sentit de compartir el seu temps amb els altres.
Tant l'esquizofrènia simple com el TPST poden compartir símptomes negatius com l'avolició, el pensament empobrit i l'afectació plana. Tot i que poden semblar molt similars, la gravetat sol distingir-los. A més, el TPST es caracteritza per un patró de tota la vida sense gaire canvis, mentre que l'esquizofrènia simple presenta un deteriorament.

## Tractament

### Medicaments
El TPST poques vegades es veu com la raó principal del tractament en un entorn clínic, sinó que sovint es troba com a trastorn comòrbid a altres trastorns mentals. Quan els pacients amb TPST són medicats, se’ls sol prescriure els mateixos fàrmacs que s'utilitzen per tractar pacients que pateixen esquizofrènia, inclosos els neurolèptics tradicionals com l'haloperidol i el tiotixè. Per decidir quin tipus de medicament s'ha d'utilitzar, Paul Markovitz distingeix dos grups bàsics de pacients esquizotípics:
- Els pacients esquizotípics que semblen gairebé esquizofrènics en les seves creences i comportaments (percepcions i cognicions aberrants) se solen tractar amb dosis baixes de medicaments antipsicòtics, com ara el tiotixè. Tot i això, cal esmentar que l'eficàcia a llarg termini dels neurolèptics és dubtosa.
- Per als pacients esquizotípics que són més obsessius-compulsius en les seves creences i comportaments, semblen més efectius els ISRS com la sertralina.

La lamotrigina, un anti-convulsiu, sembla útil per fer front a l'aïllament social.

### Psicoteràpia
Segons Theodore Millon, l'esquizotípic és un dels trastorns de la personalitat més fàcils d'identificar, però un dels més difícils de tractar amb psicoteràpia. Les persones amb TPST solen considerar-se simplement excèntriques, productives o inconformistes. Per regla general, se subestimen la inadaptabilitat del seu aïllament social i les distorsions perceptuals. No és fàcil obtenir "rapport" amb persones que pateixen de TPST, ja que l'augment de familiaritat i intimitat sol augmentar el seu nivell d'ansietat i malestar. En la majoria dels casos no responen a la informalitat i a l'humor.
La teràpia de grup es recomana només per a persones amb TPST si el grup està ben estructurat i rep suport. En cas contrari, podria conduir a la pèrdua i a una ideació tangencial. El suport és especialment important per a pacients esquizotípics amb símptomes paranoics predominants, ja que tindran moltes dificultats fins i tot en grups molt estructurats.

## Epidemiologia
La prevalença de la BTSP en estudis comunitaris oscil·la entre el 0,6% en una mostra noruega i el 4,6% en una mostra nord-americana. Un gran estudi nord-americà va trobar una prevalença vital del 3,9%, amb taxes una mica més altes entre els homes (4,2%) que les dones (3,7%). És força infreqüent en poblacions clíniques, amb taxes de fins a un 1,9%.
Junt amb altres trastorns de personalitat del clúster A, és molt freqüent entre les persones sense llar, segons un estudi de Nova York del 2008.
Un estudi de la Universitat de Colorado Colorado Springs que compara els trastorns de personalitat i els indicadors de tipus Myers-Briggs va trobar que el trastorn tenia una correlació significativa amb les preferències Introvertides (I), Intuitives (N), Pensatives (T) i Perceptives (P).